# James Tavernier
James Henry Tavernier (Bradford, 31 ottobre 1991) è un calciatore inglese, difensore o centrocampista del Rangers.

## Biografia
Ha un fratello più piccolo, Marcus, anch'egli calciatore che gioca come centrocampista nel Bournemouth.

## Carriera
Dopo numerosi prestiti, trova il suo spazio al Newcastle Utd soprattutto in Europa League, dove colleziona quattro presenze nell'edizione 2012-2013.
Il 20 luglio 2015 passa ai Rangers insieme al compagno di squadra al Wigan Martyn Waghorn: entrambi firmano un contratto triennale. All'esordio segna il suo primo gol con la maglia dei Rangers nella Scottish League Cup da un calcio di punizione nella partita vinta 6-2 contro l'Hibernian. Il 5 aprile 2016 segna il gol decisivo nella partita vinta 1-0 contro il Dumbarton che permette ai Rangers di tornare in Scottish Premiership dopo 4 anni di assenza. Nel 2018 diventa il capitano della squadra. Nella stagione 2020-2021 è uno dei protagonisti della vittoria del campionato, chiuso senza subire sconfitte.

## Statistiche

### Presenze e reti nei club
Statistiche aggiornate al 16 agosto 2025.
| Stagione             | Squadra              | Campionato           | Campionato | Campionato | Coppe nazionali | Coppe nazionali | Coppe nazionali | Coppe continentali | Coppe continentali | Coppe continentali | Altre coppe | Altre coppe | Altre coppe | Totale | Totale |
| Stagione             | Squadra              | Comp                 | Pres       | Reti       | Comp            | Pres            | Reti            | Comp               | Pres               | Reti               | Comp        | Pres        | Reti        | Pres   | Reti   |
| -------------------- | -------------------- | -------------------- | ---------- | ---------- | --------------- | --------------- | --------------- | ------------------ | ------------------ | ------------------ | ----------- | ----------- | ----------- | ------ | ------ |
| 2009-2010            | Newcastle Utd        | FLC                  | 0          | 0          | FACup+CdL       | 0+1             | 0               | -                  | -                  | -                  | -           | -           | -           | 1      | 0      |
| 2010-gen. 2011       | Newcastle Utd        | PL                   | 0          | 0          | FACup+CdL       | 0+1             | 0               | -                  | -                  | -                  | -           | -           | -           | 1      | 0      |
| gen.-giu. 2011       | Gateshead            | C                    | 13         | 0          | FACup+CdL       | 0+0             | 0               | -                  | -                  | -                  | FLT         | 5           | 0           | 18     | 0      |
| ago.-nov. 2011       | Carlisle Utd         | FL1                  | 16         | 0          | FACup+CdL       | -               | -               | -                  | -                  | -                  | FLT         | 1           | 0           | 17     | 0      |
| nov. 2011-gen. 2012  | Sheffield Weds       | FL1                  | 6          | 0          | FACup+CdL       | 2+0             | 0               | -                  | -                  | -                  | FLT         | -           | -           | 8      | 0      |
| gen.-giu. 2012       | MK Dons              | FL1                  | 7          | 0          | FACup+CdL       | -               | -               | -                  | -                  | -                  | FLT         | -           | -           | 7      | 0      |
| 2012-2013            | Newcastle Utd        | PL                   | 2          | 0          | FACup+CdL       | 1+1             | 0               | UEL                | 4                  | 0                  | -           | -           | -           | 8      | 0      |
| Totale Newcastle Utd | Totale Newcastle Utd | Totale Newcastle Utd | 2          | 0          |                 | 4               | 0               |                    | 4                  | 0                  |             | -           | -           | 10     | 0      |
| ago. 2013            | Shrewsbury Town      | FL1                  | 1          | 0          | FACup+CdL       | 0+1             | 0               | -                  | -                  | -                  | FLT         | 0           | 0           | 2      | 0      |
| 2013-2014            | Rotherham Utd        | FL1                  | 27+3       | 5+0        | FACup+CdL       | 0+0             | 0               | -                  | -                  | -                  | FLT         | 1           | 0           | 31     | 5      |
| 2014-gen. 2015       | Wigan                | FLC                  | 11         | 0          | FACup+CdL       | 1+1             | 0               | -                  | -                  | -                  | -           | -           | -           | 13     | 0      |
| gen.-giu. 2015       | Bristol City         | FL1                  | 12         | 3          | FACup+CdL       | 0+0             | 0               | -                  | -                  | -                  | FLT         | 1           | 0           | 13     | 3      |
| 2015-2016            | Rangers              | SC                   | 36         | 10         | CS+CdL          | 6+3             | 0+3             | -                  | -                  | -                  | SCC         | 5           | 2           | 50     | 15     |
| 2016-2017            | Rangers              | SP                   | 36         | 1          | CS+CdL          | 3+5             | 0+1             | -                  | -                  | -                  | -           | -           | -           | 44     | 2      |
| 2017-2018            | Rangers              | SP                   | 38         | 8          | CS+CdL          | 3+3             | 0+1             | UEL                | 2                  | 0                  | -           | -           | -           | 46     | 9      |
| 2018-2019            | Rangers              | SP                   | 37         | 14         | CS+CdL          | 4+2             | 0               | UEL                | 14                 | 3                  | -           | -           | -           | 57     | 17     |
| 2019-2020            | Rangers              | SP                   | 24         | 3          | CS+CdL          | 2+3             | 0               | UEL                | 17                 | 0                  | -           | -           | -           | 46     | 3      |
| 2020-2021            | Rangers              | SP                   | 33         | 12         | CS+CdL          | 1+2             | 1+1             | UEL                | 10                 | 5                  | -           | -           | -           | 46     | 19     |
| 2021-2022            | Rangers              | SP                   | 35         | 9          | CS+CdL          | 4+2             | 2+0             | UCL+UEL            | 2+15               | 0+7                | -           | -           | -           | 58     | 18     |
| 2022-2023            | Rangers              | SP                   | 38         | 16         | CS+CdL          | 4+3             | 0               | UCL                | 10                 | 2                  | -           | -           | -           | 55     | 18     |
| 2023-2024            | Rangers              | SP                   | 38         | 17         | CS+CdL          | 5+3             | 1+3             | UCL+UEL            | 4+8                | 3+0                | -           | -           | -           | 58     | 24     |
| 2024-2025            | Rangers              | SP                   | 33         | 4          | CS+CdL          | 2+4             | 0+1             | UCL+UEL            | 2+12               | 0                  | -           | -           | -           | 53     | 5      |
| 2025-2026            | Rangers              | SP                   | 2          | 2          | CS+CdL          | 0+1             | 0+1             | UCL                | 4                  | 0                  | -           | -           | -           | 7      | 3      |
| Totale Rangers       | Totale Rangers       | Totale Rangers       | 350        | 96         |                 | 65              | 15              |                    | 100                | 20                 |             | 5           | 2           | 520    | 133    |
| Totale carriera      | Totale carriera      | Totale carriera      | 448        | 104        |                 | 74              | 15              |                    | 104                | 20                 |             | 13          | 2           | 638    | 141    |

## Palmarès

### Club
- Football League One: 1

Bristol City: 2014-2015
- Football League Trophy: 1

Bristol City: 2014-2015
- Scottish Championship: 1

Rangers: 2015-2016
- Scottish Challenge Cup: 1

Rangers: 2015-2016
- Campionato scozzese: 1

Rangers: 2020-2021
- Coppa di Scozia: 1

Rangers: 2021-2022
- Coppa di Lega scozzese: 1

Rangers: 2023-2024

### Individuale
- Capocannoniere dell'Europa League: 1

2021-2022 (7 reti)
- Squadra della stagione della UEFA Europa League: 1

2021-2022